# Jardín Cenotafio de Bo
El Jardín Cenotafio de Bo, es un complejo suelo, compuesto de varios desniveles, y que poseía una escultura dividida en módulos. Se encuentra enmarcado dentro del contexto de obras de la Ciudad Abierta y se construyó en 1982.
Como su nombre lo indica, es un cenotafio-jardín, el cual se construye en homenaje al poeta Efraín Tomás Bo, miembro de la "Santa Hermandad de la Orquídea" (una agrupación de poetas), y en referencia especialmente a su poema "El Hombre Verde",  el cual se trata sobre el "recorrido" y como realizarlo.
Está conformado por un suelo de soleras, solerillas, ladrillos y losetas triangualares de hormigón, cuyos intersticios se encuentran rellenos de gravilla, además posee muretes de ladrillo y hormigón. Originalmente tenía una agrupación de esculturas, que conformaban en su totalidad una escultura compuesta por veinticuatro módulos, pero dichas esculturas, que fueron diseñadas en conjunto con el cenotafio, ya no están presentes en la obra, siendo solo el suelo, la parte restante de la construcción que permanece. Posee una superficie aproximada es de 430 m².